# Storia vecchia
Storia vecchia è una commedia in due atti di Giuseppe Giacosa. Venne rappresentata per la prima volta al Teatro Gerbino di Torino il 18 dicembre 1872, dalla compagnia Marchi-Ciotti-Lavaggi.
Il lavoro è dedicato «al mio zio ed amico Carlo Demaria».

## Trama
La scena si svolge nel castello di Terroni.

### Atto primo
Manfredo ha ricevuto un invito da una sua vecchia amante. La donna, nello scritto, per prudenza si firma col nome maschile di Guglielmo. Manfredo si consiglia con Alfredo, suo ospite e confidente, su come fare per «ottenere un congedo» dalla moglie e recarsi dall'amante. Alfredo, che un tempo è stato amante della stessa donna, cerca dapprima di dissuaderlo, poi gli propone di usare come pretesto per una breve assenza la lettera, appena giunta, di un ministro, che convoca Manfredo a Roma per consultazioni.
La moglie di Manfredo, Berta, si accorge che il marito ha qualcosa di insolito («non sorridi bene»). Quando Manfredo le annuncia il viaggio a Roma, Berta vuole vedere la lettera del ministro. Manfredo fa confusione e lascia cadere la lettera del sedicente Guglielmo. Berta la legge, capisce che si tratta del messaggio di una donna e se ne va indignata.
Nuovamente Manfredo chiede consiglio ad Alfonso, questa volta per ricomporre il dissidio con la moglie. Alfredo gli suggerisce di farsi vedere geloso, per dimostrare a Berta che la ama.
Alfonso fa in modo di restare solo con Berta, e finge di essere interessato a lei per assicurarsi, dalle sue reazioni, della sua rettitudine e serietà. Poi le assicura che Manfredo non aveva intenzione di tradirla e le propone «un'esperienza» per verificare l'amore del marito.

### Atto secondo
Berta accetta di farsi corteggiare da Alfonso, nella certezza che scatterà la gelosia del marito, ma ignora l'accordo tra i due uomini.
Ma in seguito Alfonso dice a Berta di averne conosciuto la squisita natura e le rivela il trucco ideato con Manfredo per indurla a perdonare il marito, sostenendo di non volerla lasciare più oltre nell'inganno. Berta insiste, allora Alfonso le suggerisce di fingere un appuntamento con lui per la sera stessa, e poi di nascondersi dietro una tenda per ascoltare le reazioni di Manfredo.
Anche Manfredo desidera porre termine alla finzione ideata con Alfonso, che prevede un finto convegno tra Alfonso e Berta. Manfredo non ha alcuna ragione per dubitare dell'amico, ma gli confessa di essere veramente geloso e lo ringrazia per avergli rivelato il suo amore immenso per Berta. Quando Manfredo pronuncia queste parole appare Berta, a cui dà un bacio in fronte. «Storia vecchia!», conclude Alfonso.